# Martina Schröter
Martina Schröter, född den 16 november 1960 i Weimar i Tyskland, är en östtysk roddare.
Hon tog OS-guld i dubbelsculler i samband med de olympiska roddtävlingarna 1988 i Seoul.